# Dypterygia caliginosa
Dypterygia caliginosa là một loài bướm đêm thuộc họ Noctuidae. Nó được tìm thấy ở vùng Viễn Đông Nga, bán đảo Triều Tiên và Nhật Bản.
Sải cánh dài 38–45 mm.